# Carrickfergus
Carrickfergus (irsky Carraig Fhearghais, tj. Fergusova skála, skotsky Carrick nebo Craigfergus) je město v severoirském hrabství Antrim ve Spojeném království. Carrickfergus je jedním z nejstarších měst v Severním Irsku. Podle výsledků sčítání obyvatelstva žilo v roce 2011 v Carrickfergusu 27 903 osob.

## Geografie
Město leží na severním břehu Belfast Lough, velké zátoky Irského moře, přibližně 9,5 km vzdušnou čarou od severního okraje severoirské metropole. Obdobná vzdálenost dělí Carrickfergus od přístavu Bangor na jihovýchodě. Nejbližším velkým sídlem je Newtownabbey na jihozápadě.

## Historie

### Pověst o původu jména
Pojmenování města je odvozováno od jména Ferguse Mòra Mac Eirca, zvaného Fergus Mór neboli Fergus Veliký, legendárního krále Dál Riady - království, které se rozkládalo v 5. - 6. století na území západního Skotska, Hebrid a severního Irska. Podle pověsti loď krále Ferguse zde narazila na skálu, které se od té doby začalo říkat "Fergusova skála".

### Založení hradu a města
O pět století později za vlády anglického krále Jindřicha II. Plantageneta došlo k pronikání vojsk na území Irska. Jedním z normanských rytířů, kteří jim veleli, byl John de Curcy. Vybudoval v Irsku řadu hradů, mezi nimi v roce 1177 též hrad Carrickfergus, který se stal jeho hlavním sídlem coby vládce severního Irska.

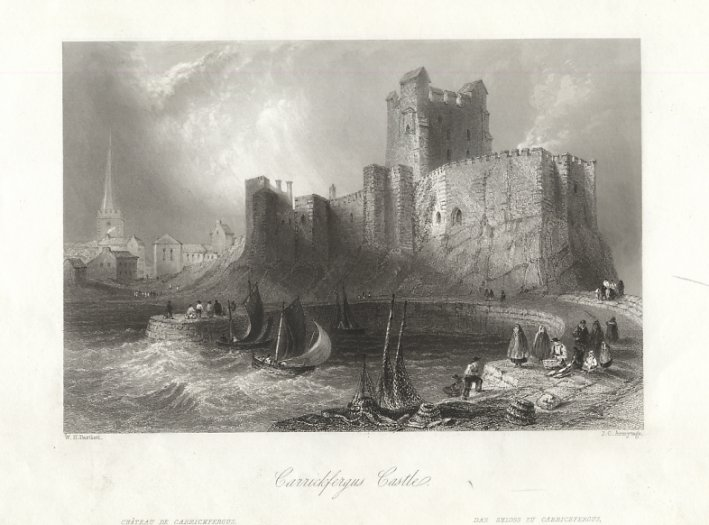
Hrad a město na rytině z roku 1840

Carrickfergus vzhledem ke svému strategickému významu byl mnohokrát dobýván. V roce 1204 de Courcyho vystřídal u moci další normanský rytíř a dobrodruh Hugh de Lacy, syn Hugha de Lacyho, který byl jedním z prvních dobyvatelů Irska ve 12. století. V roce 1210 Carrickfergus dobyl král Jan Bezzemek. Hugh de Lacy se na hrad vrátil v roce 1227 a zemřel zde v roce 1242. V roce 1315 hrad a město dobyl během svého irského tažení Edward Bruce, bratr skotského krále Roberta. Když bylo o tři roky později skotské vojsko poraženo v bitvě u Foghartu, po ústupu za sebou zanechalo zpustošené město Carrickfergus. Skotové zničili město opakovaně ještě v letech 1386 a 1402. V přehledu, vydaném generálním inspektorem cel v roce 1637, byl Carrickfergus uveden na prvním místě jako nejvýznamnější a ekonomicky nejúspěšnější z irských přístavů. Ovšem již o několik let později se ani Carrickfergusu nevyhnuly válečné události, počínaje irským povstáním z roku 1641 až po boje mezi vojsky sesazeného katolického krále Jakuba II. a Viléma III. Oranžského.

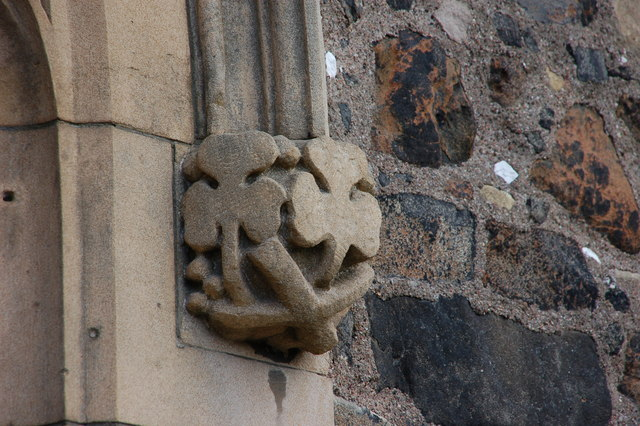
Irský symbol křesťanství - trojlístek (shamrock) - v kostele sv. Mikuláše

Město, budované od 12. století kolem hradu a přístavu, bývalo kdysi mnohem významnějším sídlem, než je dnešní Belfast. Po určitou dobu představovalo dokonce samostatnou administrativní jednotku - hrabství Carrickfergus (Carrickfergus County). Místní zátoka, nynější Belfast Lough, byla až do 17. století známa jako Carrickfergus Bay. Středověké město Carrickfergus, obehnané hradbami, se rozkládalo na ploše 97 000 m². Archeologickým průzkumem na území starého města, zejména na skládkách odpadků a v městských strouhách, byly odkryty tisíce zajímavých předmětů, včetně kostí. Mezi nimi byly i kosti psí, které nesly známky řeznického opracování a následného vaření, což by znamenalo, že tato zvířata občas byla součástí jídelníčku místních obyvatel.

### 19. - 20. století
Dne 1. října 1862 byla uvedena do provozu železniční stanice Carrickfergus na trati Belfast - Larne. Tři historická nádraží na území města - Barn, Eden a Mont - byla uzavřena v 70. letech 20. století.
Velkou událostí pro občany Carrickfergusu se stalo v roce 1912 vyplutí zaoceánského parníku Titanic společnosti White Star Line z belfastského doku. Před cestou na volné moře Titanic jednu noc kotvil poblíž carrickferguských břehů.
Během druhé světové války v letech 1942 – 1944 byla v Severním Irsku řada základen amerických námořních a leteckých sil. Na základně Sunnylands Camp v Carrickfergusu byl umístěn první pluk elitních US Rangers. Na území města byli v té době též věznění italští a němečtí váleční zajatci.
V 70. letech 20. století vznikly v okolí města nové továrny. Jednalo se především o textilní průmysl (výrobu umělých vláken) a továrnu na cigarety firmy Rothman's. V roce 1981 byla v místní lokalitě Kilroot uvedena do provozu největší elektrárna na fosilní paliva (uhlí a nafta) v Severním Irsku. Carrickfergus zůstává nadále důležitým přístavem, zejména pro sportovní a rekreační aktivity (Carrickfergus Marina a Carrickfergus Sailing Club).

## Partnerská města
- Ruda Śląska, Polsko
- Anderson, Jižní Karolína, USA
- Danville, Kentucky, USA
- Jackson, Michigan, USA
- Portsmouth, New Hampshire, USA

## Fotogalerie

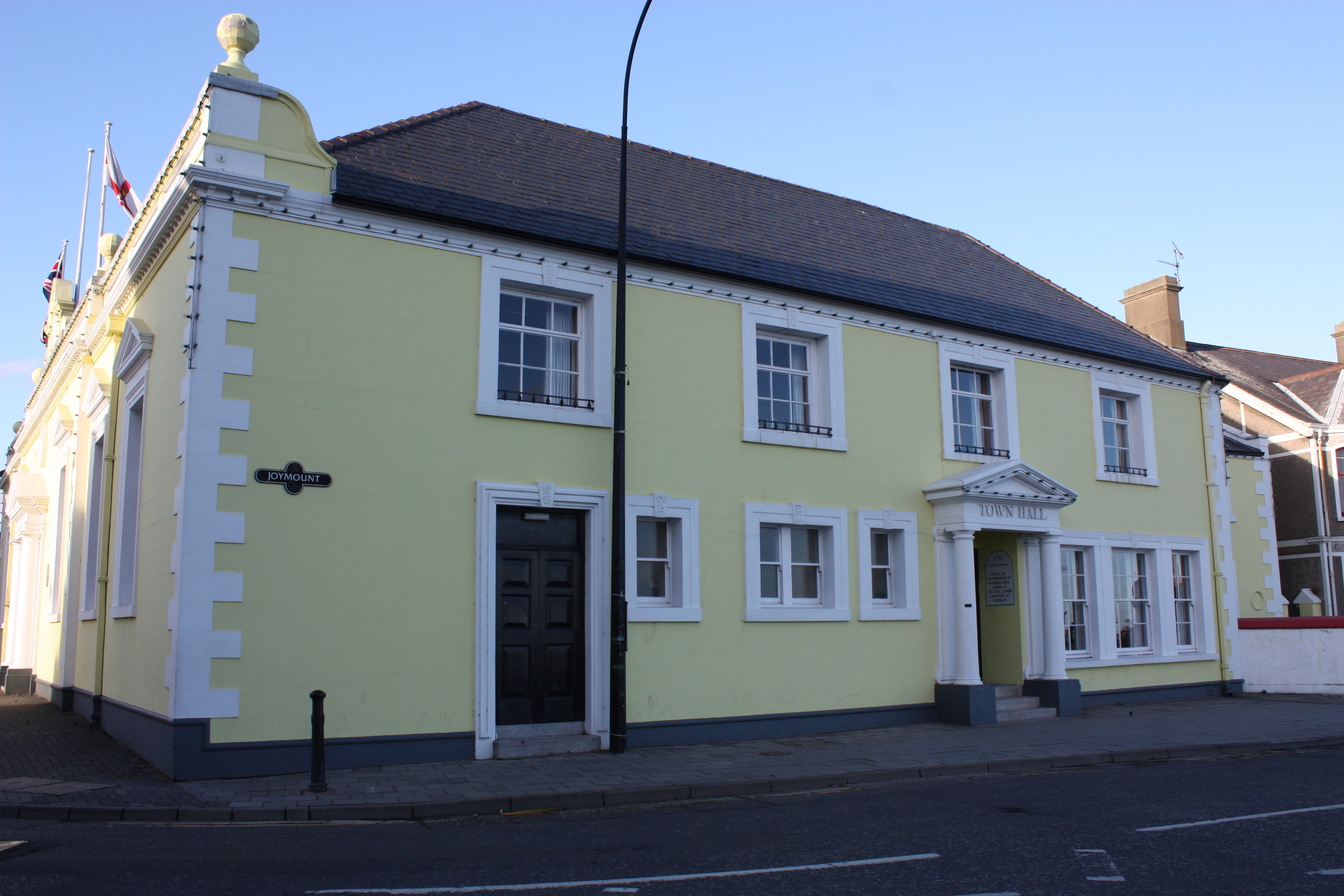
Budova radnice
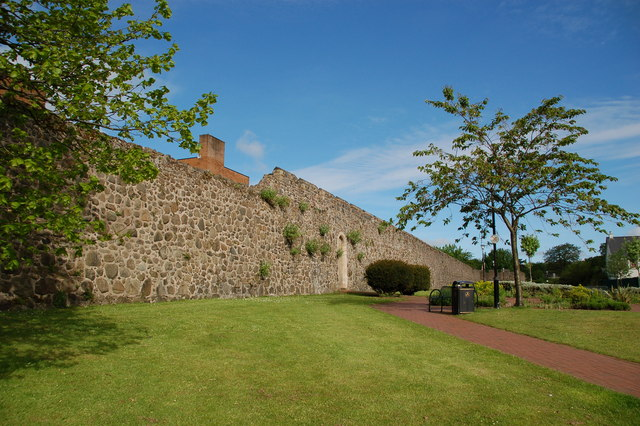
Středověké městské hradby
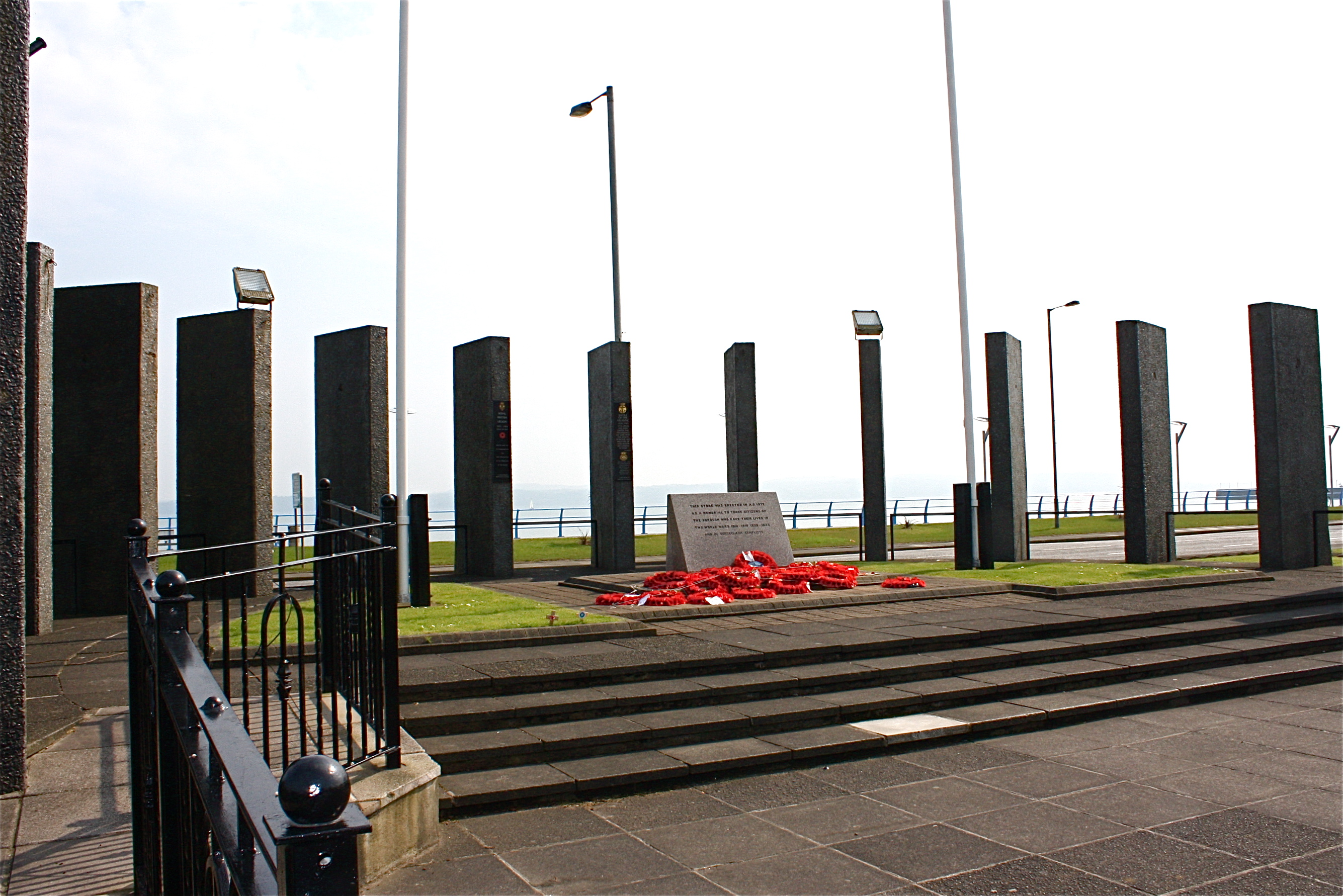
Pomník obětem 2. světové války
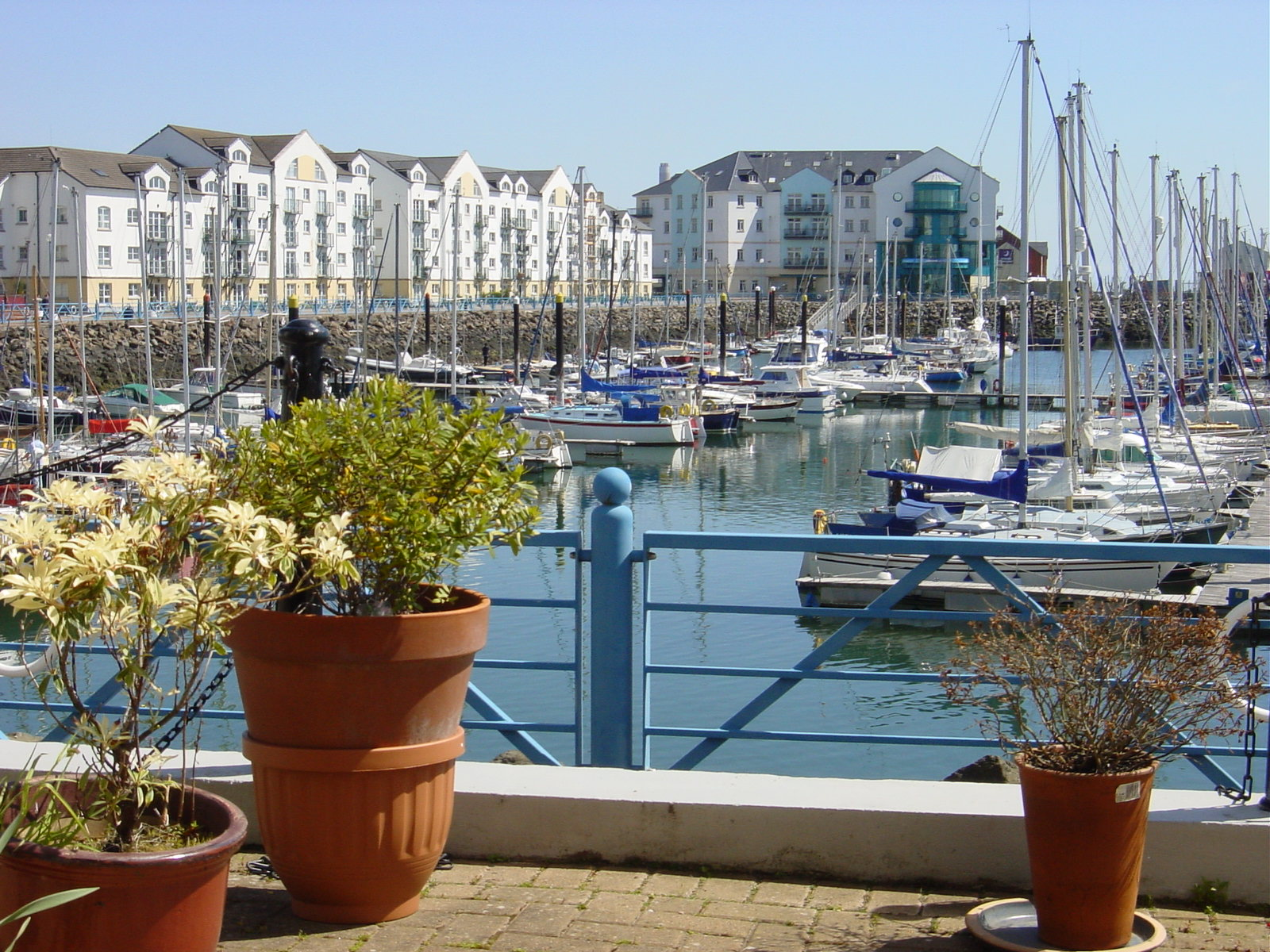
Obytný komplex u přístavu
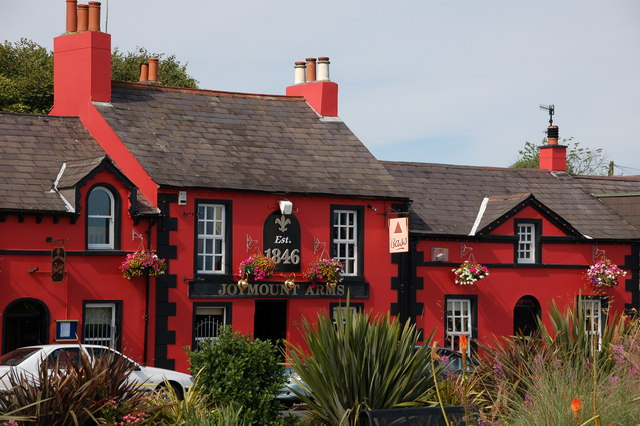
Historický hostinec The Joymount Arms
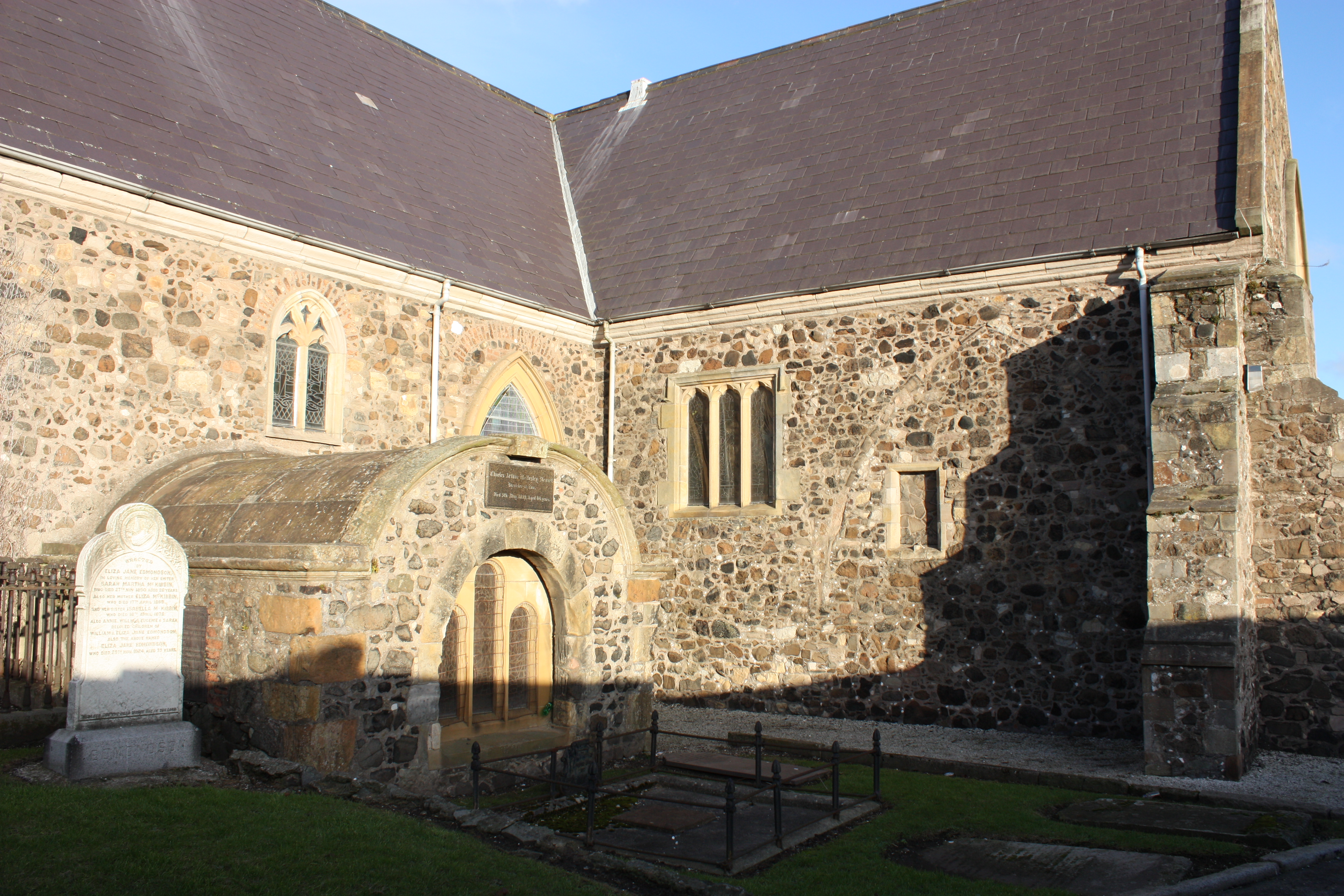
St Nicholas Church z 12. století
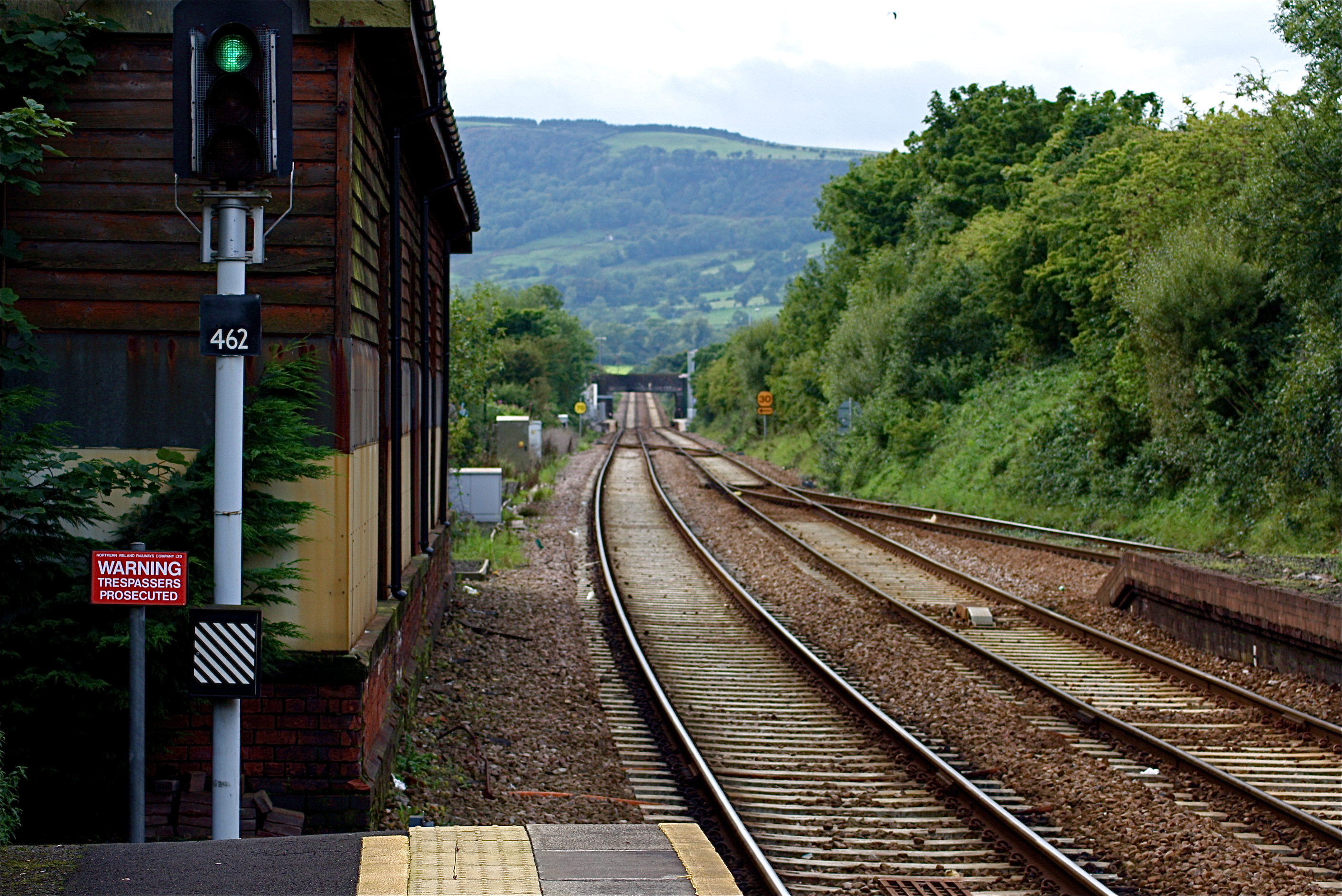
Pohled od nádraží na trať do Belfastu
Replika středověkého pranýře